# Josef Berger (Schauspieler, 1902)
Josef Berger  (* 27. Juni 1902 in Tiflis als Wladimir Schermann; † 24. März 1969 in Bern) war ein Schweizer Theatergründer,  Schauspieler und Regisseur.

## Leben

### Familie
Josef Berger war der Sohn von David Schermann und wurde im damaligen russischen Tiflis geboren. 1912 wurden seine jüdischen Eltern im bernischen Mont-Tramelan eingebürgert, kurz darauf liessen sie sich in Bern nieder.
Seit dem 25. Mai 1945 war er mit Rosette, Tochter von Johann Pauli aus Alchenstorf, verheiratet. Seine Ehefrau trat unter dem Namen Maria Walther als Schauspielerin im Ensemble der Heidi-Bühne auf.
Er wurde auf dem Jüdischen Friedhof Wankdorf beigesetzt.

### Werdegang
Nachdem Josef Berger in Bern das städtische Gymnasium (heute: Gymnasium Kirchenfeld) besucht hatte, begann er ein Studium der Rechtswissenschaften und der Volkswirtschaft und ging anschliessend zum Theater; dort war er als Schauspieler, Regisseur und Mundartdramatiker tätig. Er erhielt anfangs Engagements in Deutschland und später am Stadttheater Bern.
Seinen ersten Auftritt hatte er 1920 als Shylock in der Schulaufführung von William Shakespeares Der Kaufmann von Venedig unter der Regie von Carl Weiss im Stadttheater Bern. Er trat auch als Rezitator öffentlich auf und war als Radiorezitator sowie als Drehbuchautor, Regisseur und Schauspieler in der Filmbranche tätig. Neben diesen künstlerischen Tätigkeiten erhielt er Sprech- und Schauspielunterricht bei Carl Weiss und Theamaria Lenz, der Ehefrau von Hans Kaufmann.
Von 1929 bis 1935 hatte er ein Engagement am Stadttheater Bern als Dramaturg und Schauspieler und spielte bis zu 25 meist kleinere Rollen in Operette und Schauspiel pro Spielzeit. So trat er unter anderem als Tebaldo in Carlo Goldonis Der Diener zweier Herren, als Hakenfinger-Jakob in Bertolt Brechts Die Dreigroschenoper, als Rosencrantz in William Shakespeares Hamlet, als Mario in Carl Zuckmayers Katharina Knie, als Rosse in William Shakespeares Macbeth, als Licht in Heinrich von Kleists Der zerbrochne Krug, als Machiavell in Johann Wolfgang von Goethes Egmont, als Just in Gotthold Ephraim Lessings Minna von Barnhelm und als Wulkow in Gerhart Hauptmanns Der Biberpelz auf.
1936 gründete er das Jugend- und Volkstheater. In diesem Theater machte er die Pflege eines niveauvollen Mundarttheaters vor allem für Jugendliche zum Programm. Noch im selben Jahr entwickelte er daraus einen eigenen Tourneetheaterbetrieb, die Kinder- und Märchenbühne Bern, die mit seiner Bühnenfassung von Heidi nach Johanna Spyri debütierte und unter seiner Leitung 1937 in Heidi-Bühne umbenannt wurde.
Bis 1968 gab das Theater über 5000 Aufführungen von siebzehn Repertoirestücken in Mundart, hauptsächlich in der deutschsprachigen Schweiz; die Bühne beschäftigte vierzehn Mitarbeiter. Er konnte hierbei zeitgenössische Autoren wie Alfred Fankhauser, Peter Bratschi und Adolf Schaer-Ris (1889–1962) zur Mitarbeit gewinnen. Unter anderem spielten an diesem Theater Guido Bachmann im Alter von 10 Jahren 1950 die Titelrolle in Christeli sowie Max Lichtegg, Erwin Kohlund und die in die Schweiz geflohene Deutsche Nelly Rademacher (1897–1987).
Bundesrat Philipp Etter sprach 1938 von der «nationalen Bedeutung» der Heidi-Bühne, und Oskar Eberle, der sie schon 1944 in einem Aufsatz Zurück zum Theater als bekanntestes Beispiel des schweizerischen Wandertheaters angeführt hatte, nannte sie im Schweizer Theater-Almanach von 1953 ein «schweizerisches Bühnenwunder». Im November 1965 empfahl die Erziehungsdirektion im amtlichen Schulblatt die Aufführungen der Heidi-Bühne aufs wärmste, und Bundesrat Hans-Peter Tschudi lobte sie um ihrer «pädagogisch wertvollen Schauspiele» willen und der «nicht unwesentlichen Bildungsarbeit, die sie damit» leiste.
Josef Berger war auch als Kursleiter in der Schweizerischen Arbeiterbildungszentrale (heute: Gewerkschaftliche Bildungszentrale Schweiz) sowie in der Gesellschaft für das Schweizerische Volkstheater (heute: Zentralverband Schweizer Volkstheater) tätig.

### Künstlerisches Wirken
Joseph Berger schrieb in Berndeutsch auch eigene Stücke, so unter anderem 1937 Theresli und 1938 Kniri-Seppli. Hierbei spielte er zentrale Rollen so den Öhi in Heidi oder Pestalozzi in Kniri-Seppli.
Mit seinen Lehrbüchern Kleine Sprechschule für Spieler des Volkstheaters von 1965, Wie spielen wir Theater? von 1966 und Wir spielen Theater! von 1969 machte er sich auch als Theaterdidaktiker einen Namen.
Er war als Dramaturg für die Prüfung der Bühnentauglichkeit neuer Dramen zuständig und verfasste zahlreiche dramaturgische Gutachten, die in seinem Nachlass erhalten sind.

## Ehrungen und Auszeichnungen
1951 erhielt Josef Berger den Berner Literaturpreis der Stadt Bern.

## Stücke und Schriften (Auswahl)
- Der Berner Glücksbub. Eine Märchenrevue in sechs Bildern. Bern 1932.
- Es chunnt e Zyt… Schauspiel in 4 Akten. Berndeutsche Fassung von «Der kommende Tag». Francke, Bern 1935.
- Heidi. Bern 1936.
- Theresli. Bern 1936.
- Kniri-Seppli. Theaterstück i drei Akte us dr Zyt vom Heinrich Pestalozzi. Volksverlag Elgg, Elgg 1938.
- Frau Holle. 1939.
- Änneli und der Bärnermutz. 1940.
- Cornelli wird erzoge. 1941.
- Us de Theaterstück vo der «Heidi-Bühni». In: Schwyzerlüt. Zytschrift für üsi schwyzerische Mundarte. 1944–1945, S. 19–41.
- Wie me’s trybt, so het me’s! Mundartspiel in 5 Bildern. Frei gestaltet nach Gotthelfs «Die Käserei in der Vehfreude». In: Schwyzerlüt. Zytschrift für üsi schwyzerische Mundarte. August 1949, doi:10.5169/seals-182551#244, S. 1–58.
- Eveli. In: Schwyzerlüt. Zytschrift für üsi schwyzerische Mundarte. April 1950, doi:10.5169/seals-182994#147, S. 1–44.
- Wie spielen wir Theater? Wissenswertes für Regisseure und Darsteller des Volkstheaters. Volksverlag Elgg, Elgg 1964.
- Kleine Sprechschule für Spieler des Volkstheaters … und für alle, die auch im täglichen Leben besser und deutlicher sprechen möchten. Volksverlag Elgg, Elgg 1965.
- Wir spielen Theater! Volksverlag Elgg, Elgg 1969.